# Walter Henry Zinn

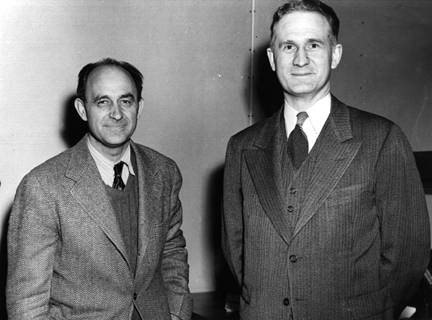
Walter Henry Zinn (rechts) mit Enrico Fermi

Walter Henry Zinn (* 10. Dezember 1906, Berlin, Ontario, heute Kitchener (Ontario), Kanada; † 14. Februar 2000, in Clearwater, Florida) war ein kanadisch-US-amerikanischer Wissenschaftler und Kernphysiker.
Seine Eltern waren deutschstämmige Einwanderer, Johann Zinn und Maria Anna Stoskopf. Er studierte Mathematik an der Queen’s University in Kingston (Ontario), dort erlangte er 1927 einen Bachelor und 1930 einen Master. 1930 begann er ein Physikstudium an der Columbia University. Danach nahm er eine Lehrtätigkeit auf und forschte im Bereich Kernspaltung, er unterrichtete 1927 und 1928 an der Queen’s University, 1931 und 1932 an der Columbia University – dort nutzte er auch darüber hinaus noch ein Labor – und von 1932 bis 1941 am Queens College der City University of New York. Zu Beginn des Zweiten Weltkrieges war er Mitarbeiter von Enrico Fermi im Manhattan-Projekt zur Entwicklung der Atombombe. Von 1946 bis 1956 war er der erste Leiter des Argonne National Laboratory. Hier entwickelte er den Experimental Breeder Reactor I, den ersten praktisch funktionierenden Brutreaktor, der zudem weltweit der erste Atomreaktor zur Stromgewinnung war. Danach gründete er ein Beratungsunternehmen für Kernenergie, in dem er bis 1970 tätig war. Daneben war er Berater für Kernenergie der US-Präsidenten von Dwight D. Eisenhower bis Richard Nixon. Er gilt als wichtiger Wegbereiter der Kernspaltung zur Energienutzung.
Zinn erhielt am 18. Mai 1960 zusammen mit Alvin M. Weinberg den Atoms for Peace Award, 1969 wurde ihm der Enrico-Fermi-Preis verliehen. Nach Walter Henry Zinn ist der seit 1976 verliehene Walter H. Zinn Preis der American Nuclear Society benannt, deren erster Präsident er war. 1957 erhielt er einen Ehrendoktor D.Sc. der Queen’s University. 1956 wurde er zum Mitglied der National Academy of Sciences gewählt.
Zinn hatte 1933 Jennie A. Smith († 1964) geheiratet, die wie auch er an der Queen’s University studiert hatte. 1938 wurde er in den Vereinigten Staaten eingebürgert. 1966 heiratete er seine zweite Frau, Mary Teresa Pratt. Er hinterließ zwei Söhne, John Eric und Robert James Zinn, einen Stiefsohn, Warren Johnson, und neun Enkelkinder. Ein weiterer Stiefsohn, Robert Johnson, verstarb bereits 1991.